# Sable Dancers de Berne
Maillots
Les Sable Dancers de Berne sont une équipe de beach soccer suisse.

## Histoire
Fondé en mai 2002, le BSC SableDancers Bern est le premier club de beach soccer de Suisse.
Depuis 2006 SableDancers jouent en Championnat de Suisse de beach soccer. Lors de la saison 2012, les SableDancers comptent dans leurs rangs l'entraîneur-joueur de la sélection nationale Angelo Schirinzi ainsi que les internationaux suisse Stephan Leu et Philipp Borer et tahitiens Teva Zaveroni et Heimanu Taiarui.
En 2013, le club bât deux fois consécutives le Grasshopper CZ en finale de coupe et de championnat.

## Palmarès
Championnat de Suisse
- Champion en 2013 et 2014
- Finaliste en 2012

Coupe de Suisse
- Vainqueur en 2013

## Personnalités
Dans le passé, beaucoup d'internationaux ont évolué pour les SableDancers. Parmi eux les espagnols Ramiro Amarelle, Nico et Javi Torres, les suisses Dejan Stankovic, Nico Jung ainsi que les brésiliens Juninho Alagoano et Fernando DDI, le portugais Rui Mota et l'ancien capitaine de l'Italie Roberto Pasquali.